# 메틀리카

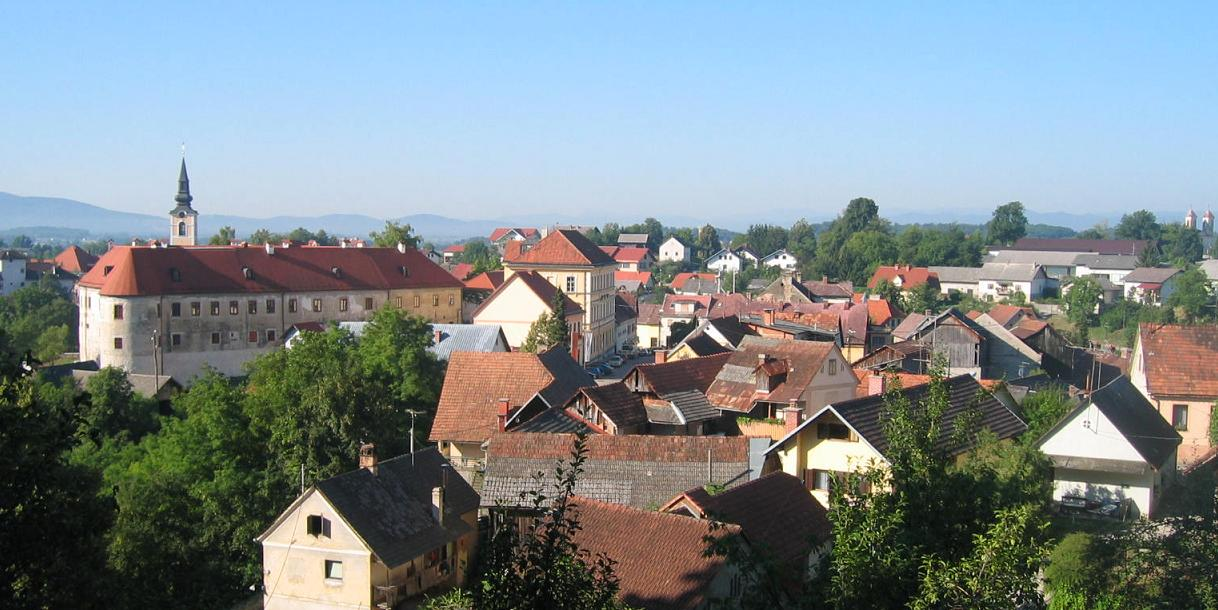
메틀리카

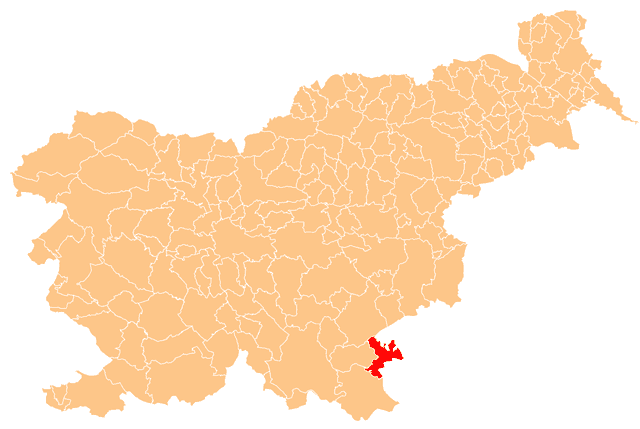
메틀리카의 위치

메틀리카(슬로베니아어: Metlika, 독일어: Möttling 뫼틀링[*])는 슬로베니아 남동부에 위치한 도시로, 면적은 108.9km2, 인구는 8,123명(2002년 기준), 인구밀도는 75명/km2이다. 쿠파강 좌안에 위치하며 크로아티아와 국경을 접한다.